# Colón (Cuba)
Colón is een gemeente in de Cubaanse provincie Matanzas. De gemeente heeft een oppervlakte van 610 km² en telt 70.000 inwoners (2015).

## Geboren
- Ismady Alonso (1975), judoka